# Алања (Павија)
Алања (итал. Alagna) је насеље у Италији у округу Павија, региону Ломбардија.
Према процени из 2011. у насељу је живело 843 становника. Насеље се налази на надморској висини од 93 м.

## Становништво
Према резултатима пописа становништва 2011. у општини је живело 882 становника.
| 1931. | 1936. | 1951. | 1961. | 1971. | 1981. | 1991. | 2001. | 2011. |
| ----- | ----- | ----- | ----- | ----- | ----- | ----- | ----- | ----- |
| 1.218 | 1.219 | 1.139 | 1.007 | 831   | 742   | 729   | 755   | 882   |